# Ix-Xgħajra
Ix-Xgħajra, connue aussi comme Xgħajra, est un petit village côtier de Malte, à peu près à mi-chemin entre La Vallette et Marsaskala.

## Géographie
|        | Kalkara    |                  |
| Żabbar | Ix-Xgħajra | Mer Méditerranée |
|        | Żabbar     |                  |